# Medstugusjön
Medstugusjön är en sjö i Åre kommun i Jämtland och ingår i Indalsälvens huvudavrinningsområde. Sjön är 26 meter djup, har en yta på 8,22 kvadratkilometer och befinner sig 536 meter över havet. Sjön avvattnas av vattendraget Medstuguån.

## Delavrinningsområde
Medstugusjön ingår i det delavrinningsområde (705237-132867) som SMHI kallar för Utloppet av Medstugusjön. Medelhöjden är 566 meter över havet och ytan är 21,54 kvadratkilometer. Räknas de 27 avrinningsområdena uppströms in blir den ackumulerade arean 224,45 kvadratkilometer. Medstuguån som avvattnar avrinningsområdet har biflödesordning 3, vilket innebär att vattnet flödar genom totalt 3 vattendrag innan det når havet efter 360 kilometer. Avrinningsområdet består mestadels av skog (46 procent). Avrinningsområdet har 8,2 kvadratkilometer vattenytor vilket ger det en sjöprocent på 38 procent.

## Galleri

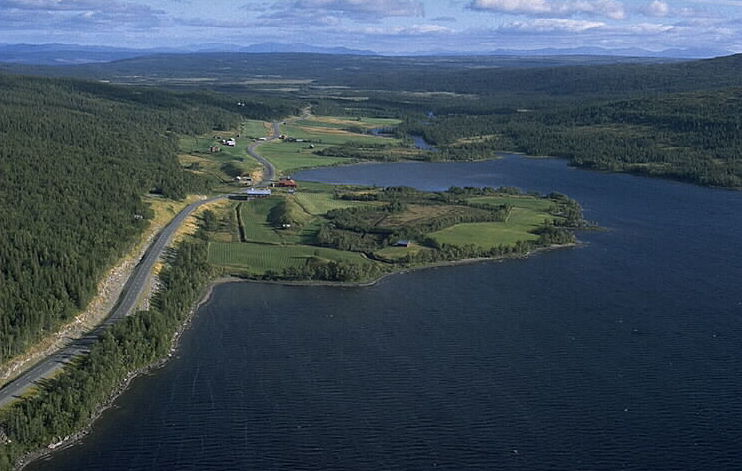
Medstugan och Medstugusjön september 1996.
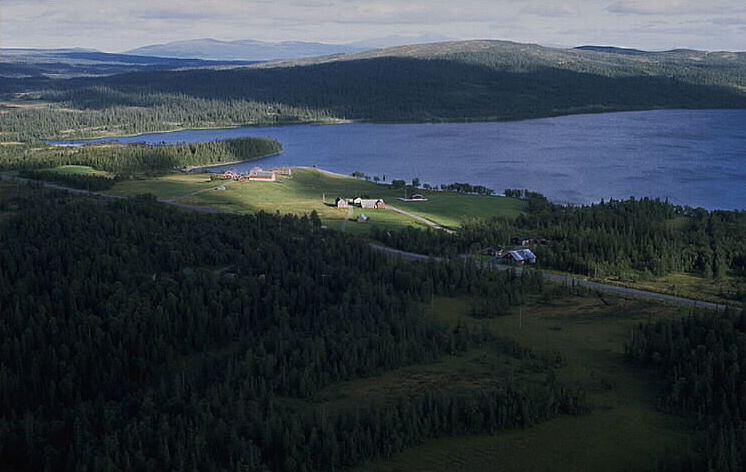
Saxvallen i förgrunden och Halskullen bortanför sjön.